# Missão da União Africana para a Somália

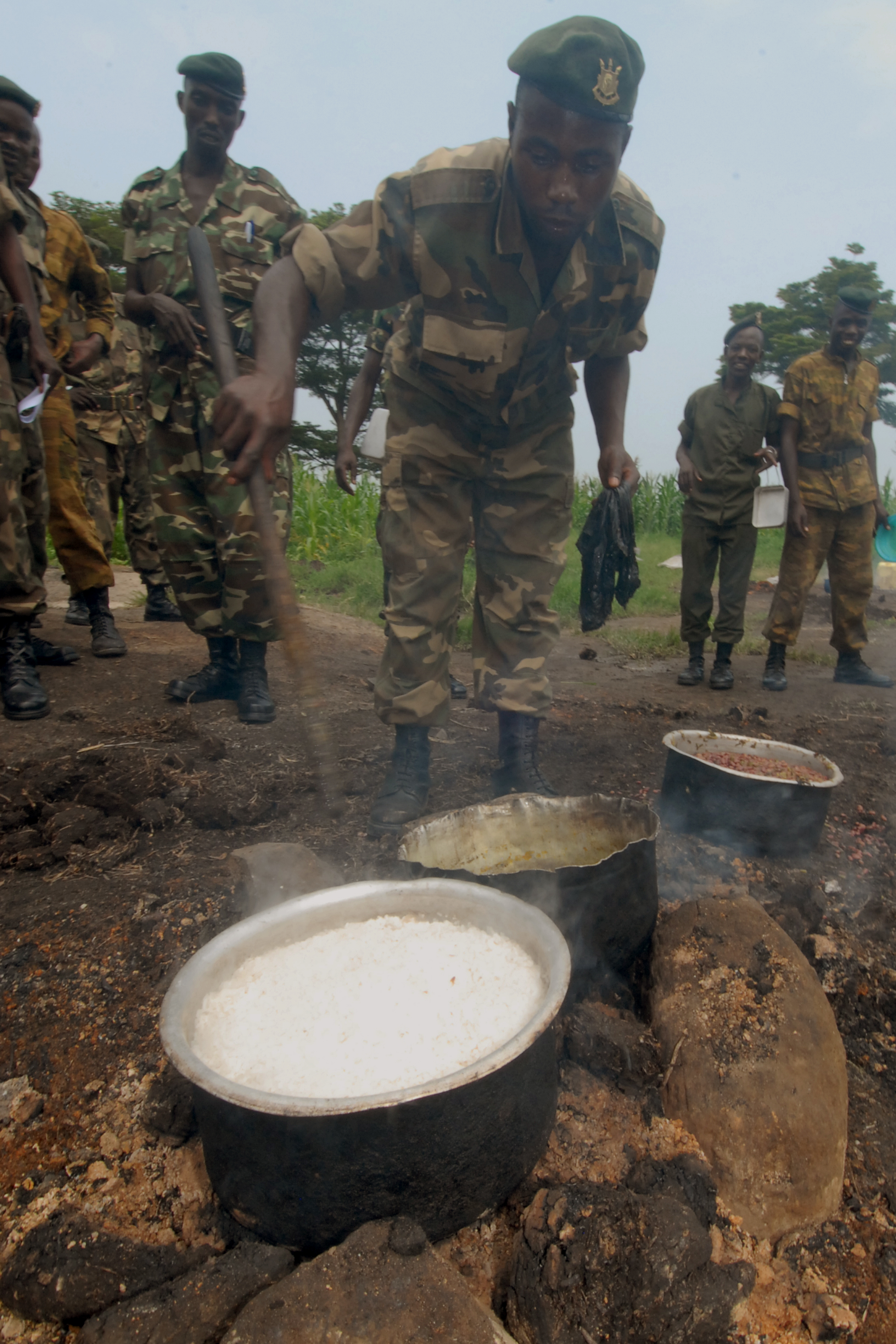
Militares do Burundi na Somália.

A Missão da União Africana para a Somália (AMISOM) é uma missão de paz regional ativa, operada pela União Africana, com a aprovação das Nações Unidas na Somália. A AMISOM está mandatada para apoiar a transição das estruturas governamentais, implementar um plano nacional de segurança, treinar as forças de segurança da Somália, e para ajudar a criar um ambiente seguro para a entrega de ajuda humanitária.
Foi criada pelo Conselho de Paz e Segurança da União Africana em 19 de Janeiro de 2007, com um mandato inicial de seis meses. Em 21 de Fevereiro de 2007, o Conselho de Segurança das Nações Unidas aprovou o mandato da missão. Subseqüentes renovações semestrais do mandato da AMISOM pelo Conselho de Paz e Segurança da União Africana também foram autorizadas pelo Conselho de Segurança da ONU.
O mandato da AMISOM foi prorrogado por mais seis meses em agosto de 2008 pela Resolução 1831.

## Organização

### Comandantes
| Nº | Nome                           | País   | Início                  | Fim                 | Notas |
| -- | ------------------------------ | ------ | ----------------------- | ------------------- | ----- |
| 1  | General Levi Karuhanga         | Uganda | 14 de Fevereiro de 2007 | 3 de Março de 2008  |       |
| 2  | Major General Francis Okello   | Uganda | 3 de Março de 2008      | 7 de Julho de 2009  |       |
| 3  | Major General Nathan Mugisha   | Uganda | 7 de Julho de 2009      | 15 de Junho de 2011 |       |
| 4  | Major General Fredrick Mugisha | Uganda | 15 de Junho de 2011     |                     |       |

## Desdobramentos

### Tropas
| País     | Número de Tropas | Baixas                            | Baixas                                   |
| -------- | ---------------- | --------------------------------- | ---------------------------------------- |
| Uganda   | 5.200            | +57 mortos                        | +81 feridos, 17 falecidos                |
| Burundi  | 4.400            | +78 mortos                        | +23 feridos, 50 falecidos, 1 capturado   |
| Quênia   | 10               | nenhuma                           | nenhuma                                  |
| Gana     | 9                | nenhuma                           | nenhuma                                  |
| Nigéria  | 8                | nenhuma                           | nenhuma                                  |
| Camarões | 1                | nenhuma                           | nenhuma                                  |
| Mali     | 1                | nenhuma                           | nenhuma                                  |
| Senegal  | 1                | nenhuma                           | nenhuma                                  |
| Zâmbia   | 1                | nenhuma                           | nenhuma                                  |
| Total    | 9.631            | 178 mortos (33 não identificados) | +147 feridos, +67 falecidos, 1 capturado |